# Старые Завалёны (Октябрьский район)
Старые Завалёны (бел. Старыя Завалёны) — деревня в Октябрьском сельсовете Октябрьского района Гомельской области Белоруссии.
Кругом лес.

## География

### Расположение
В 4 км на север от Октябрьского, 6 км от железнодорожной станции Рабкор (на ветке Бобруйск — Рабкор от линии Осиповичи — Жлобин), 207 км от Гомеля.

## Транспортная сеть
Транспортные связи по просёлочной, затем автомобильной дороге Глуск — Октябрьский. Планировка состоит из бессистемной застройки деревянных крестьянских усадьб около просёлочной дороги.

## История
По письменным источникам известна с XIX века в Рудобельской волости Бобруйского уезда Минской губернии. В начале 1920-х годов деревня стала называться Старые Завалёны, когда часть жителей основала рядом деревню Новые Завалёны. В 1929 году жители вступили в колхоз. Во время Великой Отечественной войны в апреле 1942 года немецкие оккупанты сожгли 11 дворов и убили 25 жителей. Согласно переписи 1959 года в составе совхоза «Октябрьский» (центр — городской посёлок Октябрьский).

## Население

### Численность
- 2004 год — 2 хозяйства, 3 жителя.

### Динамика
- 1908 год — 12 дворов, 60 жителей.
- 1940 год — 17 дворов, 78 жителей.
- 1959 год — 33 жителя (согласно переписи).
- 2004 год — 2 хозяйства, 3 жителя.